# Покорность (роман)
«Покорность» (фр. Soumission) — роман французского писателя Мишеля Уэльбека. 
Французское издание книги вышло 7 января 2015 года в издательстве «Фламмарион» . На русском языке издана в ноябре 2015 года.

## Сюжет
Действие романа происходит в 2022 году. Герой романа — Франсуа, профессор литературы в университете Париж III, специалист по Гюисмансу, испытывает кризис в профессиональной деятельности и сексе. Его любимый роман — «Наоборот», библия декаданса. Родители Франсуа умирают, а его молодая подруга эмигрирует в Израиль. Франсуа впадает в депрессию и чувствует, что близок к самоубийству. В это время Мохаммед бен Аббас, лидер организации «Мусульманское братство», во втором туре побеждает на президентских выборах и становится президентом Пятой республики. При этом «Мусульманское братство» в романе не имеет никакого отношения к экстремистам, члены партии — это «умеренные мусульмане», которые с презрением относятся к террористам и считают их «любителями». Новый президент проводит радикальные изменения французского законодательства: осуществляет приватизацию университета, ликвидирует равенство между мужчинами и женщинами, вводит многожёнство. «Мусульманское братство» стремится преобразовать Европейский Союз в новую Римскую империю во главе с Францией демократическим путём: после прихода к власти во Франции и других странах Европы расширить Европейский союз за счёт включения в его состав Турции, Туниса, Египта. В этом «обновлённом» исламизацией французском обществе Франсуа принимает ислам и «находит себя»: получает престижную работу и несколько жён, специально подобранных для него. В романе реальность смешана с вымыслом: наряду с вымышленными персонажами, в книге фигурируют и реальные политические деятели, такие как Франсуа Олланд, Марин Ле Пен, Франсуа Байру и Жан-Франсуа Копе.

## Обстоятельства выхода книги
5 января 2015 года президент Франции Франсуа Олланд заявил в интервью радиостанции France Inter, что он «будет читать книгу, потому что она вызывает споры».
Очередной выпуск французского сатирического журнала Charlie Hebdo, который выходил 7 января 2015 года, был посвящён новому роману Уэльбека, и на первой полосе издания была размещена карикатура на писателя с подписью: «Предсказания мага Уэльбека: в 2015 году я потеряю зубы, в 2022 году я соблюдаю рамадан». В этот день, 7 января, редакция Charlie Hebdo подверглась атаке исламских террористов, в ходе которой было убито 12 человек и ранено 11; в числе погибших был друг М. Уэльбека, экономист Бернар Мари.
После террористической атаки на редакцию Charlie Hebdo М. Уэльбек свернул рекламную кампанию своей книги. Выступая на встрече с читателями в Кёльне, он заявил: «После того, что произошло, могло бы быть ещё хуже. Я должен был бы постоянно объяснять, что, во-первых, я написал не исламофобскую книгу, а во-вторых, у меня есть право написать исламофобскую книгу».
Немецкое издание книги («Unterwerfung», перевод Нормы Кассау и Бернда Вильчека) было опубликовано 16 января 2015 года издательством DuMont Buchverlag. Первоначально планировавшийся тираж в 100 тысяч экземпляров был зарезервирован покупателями ещё до появления в печати, после чего издательство DuMont Buchverlag приняло решение о трех переизданиях романа тиражом в 175 тысяч экземпляров.
10 сентября 2015 года книга была издана в Великобритании.

## Реакция в обществе
После выхода в свет роман попал на первые позиции в списке бестселлеров французского отделения интернет-магазина Amazon.
Уэльбек прокомментировал в интервью The Paris Review:
«…Я не могу сказать, что книга является провокацией — если это означает, что я утверждаю вещи, которые считаю принципиально неверными, просто для того, чтобы потрепать людям нервы. Я концентрируюсь на эволюции, которая, на мой взгляд, реалистична».
В день выхода в свет книги, за несколько часов до нападения на редакцию Charlie Hebdo, Уэльбек заявил в интервью радиостанции France Inter:
«В этой стране существует пренебрежение всеми органами власти… Вы можете почувствовать, что это не может продолжаться. Что-то должно измениться, хоть я и не знаю, что именно».
Марин Ле Пен, лидер Национального фронта и один из персонажей книги, заявила в интервью радиостанции France Inter:
«Это фантастика, которая в один прекрасный день может стать реальностью».
Стивен Пул, обозреватель The Guardian, отметил:
«„Покорность“ — книга прежде всего не о политике. Реальная мишень сатиры Уэльбека — как и его предыдущих романов — это предсказуемая продажность и похотливость современного столичного жителя, более или менее интеллектуального».